# Lissac-sur-Couze
Lissac-sur-Couze ist eine Gemeinde mit 688 Einwohnern (Stand 1. Januar 2022) in Frankreich. Sie gehört zur Region Nouvelle-Aquitaine, zum Département Corrèze, zum Arrondissement Brive-la-Gaillarde und zum Kanton Saint-Pantaléon-de-Larche. Die Bewohner nennen sich Lissacois oder Lissacoises.

## Geografie
Die Gemeinde grenzt im Nordwesten an Saint-Pantaléon-de-Larche, im Nordosten an Brive-la-Gaillarde, im Südwesten und im Süden an Chasteaux, im Südwesten an Saint-Cernin-de-Larche und im Westen an Larche. Im Süden bilden weitgehend die Couze und der von ihr durchflossene Lac du Causse die Gemeindegrenze.

## Geschichte
Vor 1189 wurde das Grammontenserpriorat mit dem Namen Puy-Jubert bzw. Podio gilberti gegründet.

## Bevölkerungsentwicklung
| Jahr      | 1962 | 1968 | 1975 | 1982 | 1990 | 1999 | 2008 | 2012 |
| --------- | ---- | ---- | ---- | ---- | ---- | ---- | ---- | ---- |
| Einwohner | 403  | 439  | 401  | 402  | 475  | 527  | 702  | 744  |

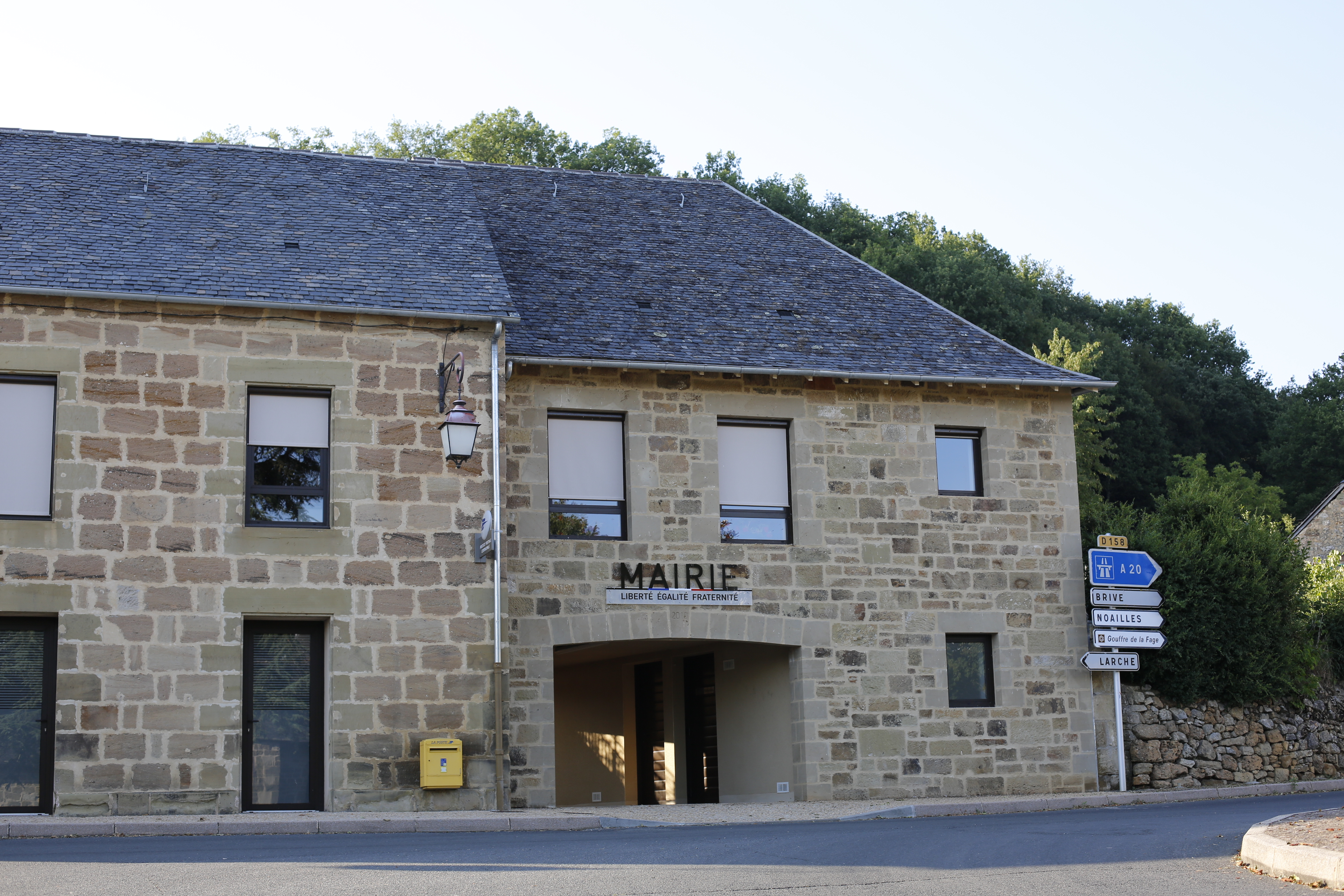
Mairie
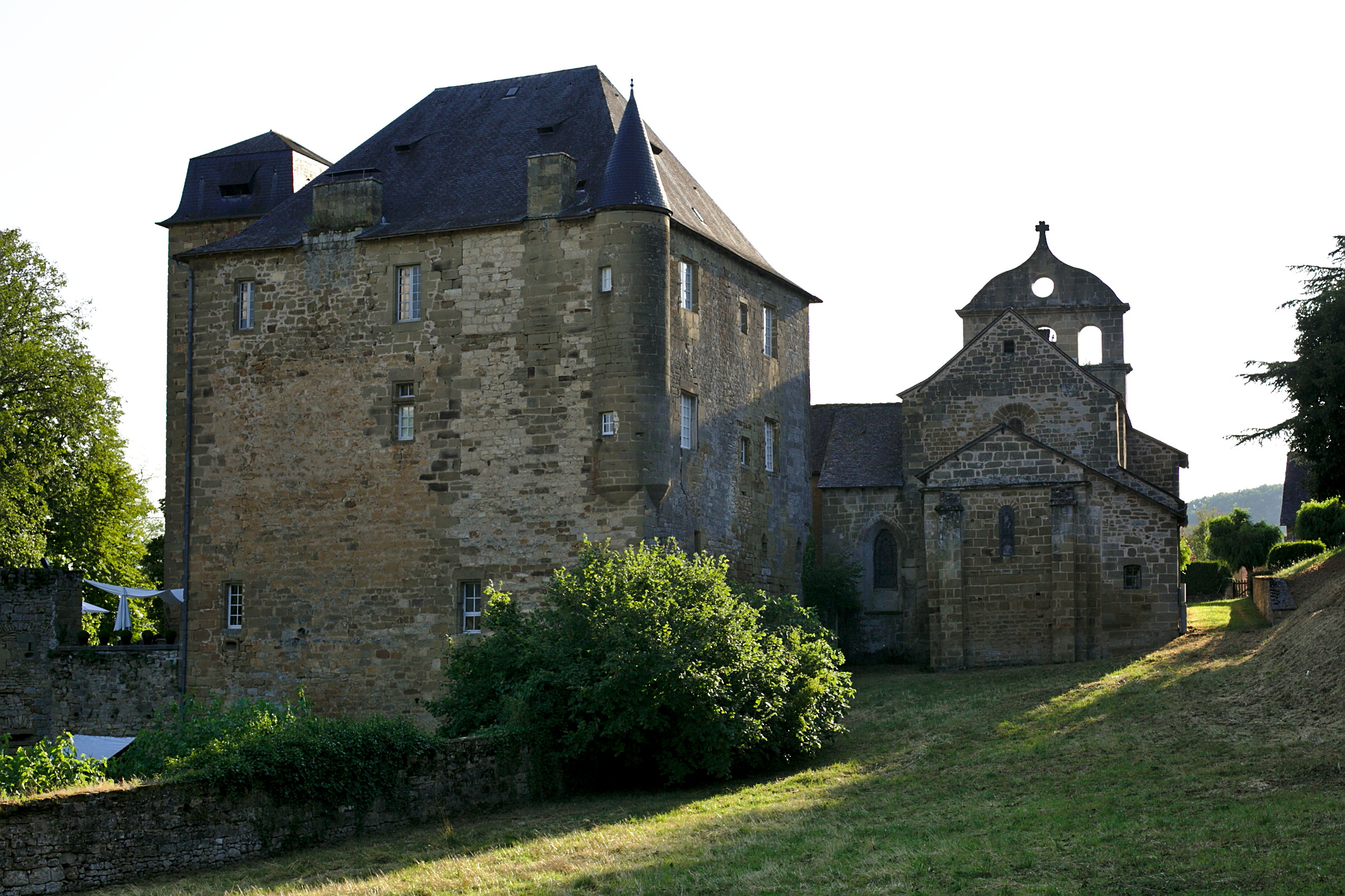
Schloss und Kirche Saint-Pierre, beide als Monument historique klassifiziert
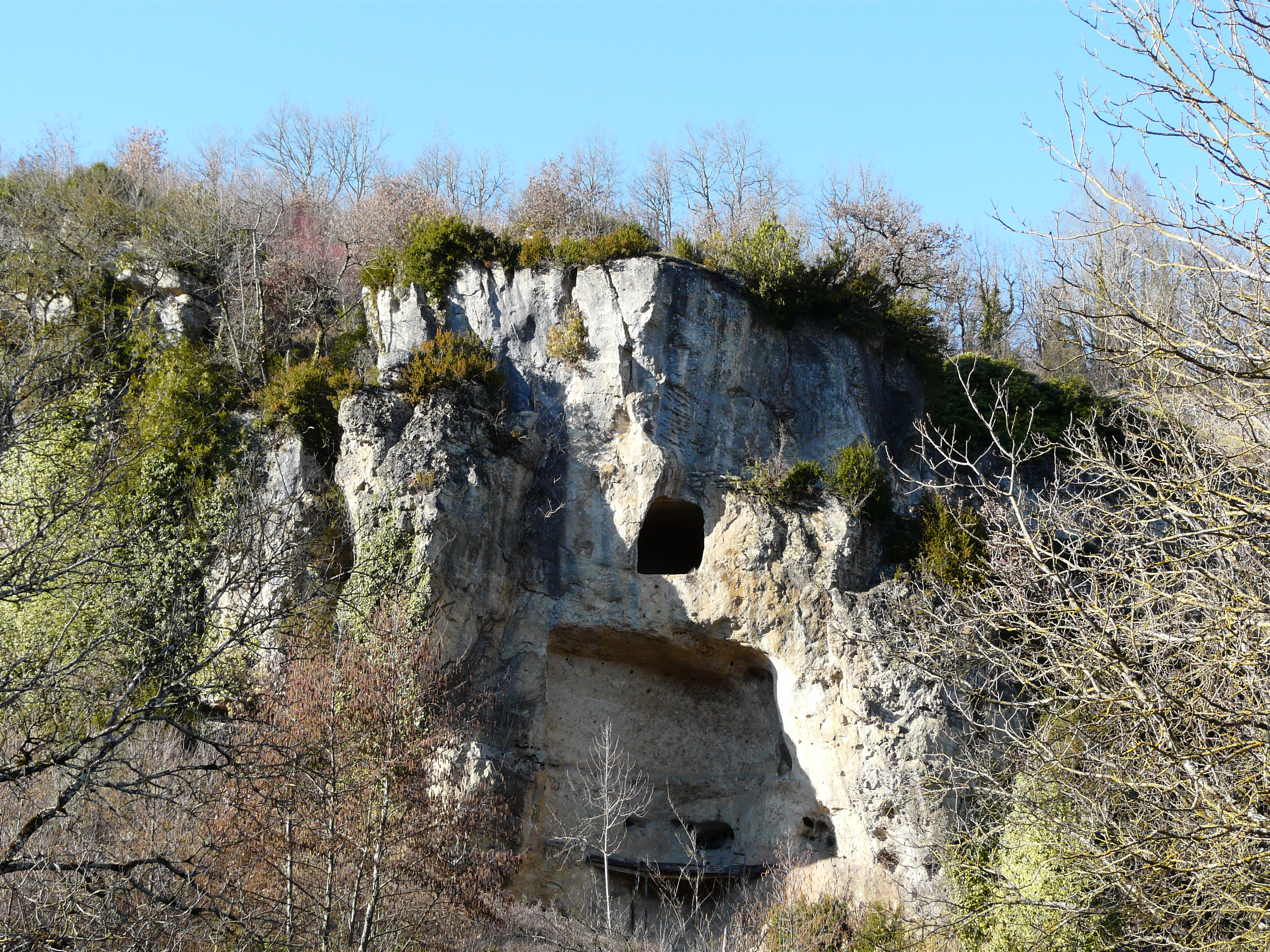
Grotte du Moulin de Languenay, ebenfalls ein Monument historique